# Aviron grenoblois
L’Aviron grenoblois est un club d'aviron de la ville de Grenoble. Fondé en 1893, il a dominé l'aviron français de 1997 à 2002. Cependant son activité ne se limite au côté sportif puisqu'il organise des découvertes de la métropole grenobloise en canoë sur l'Isère depuis la passerelle de Meylan jusqu'au pont d'Oxford.

## Histoire
Le club est fondé en 1893. À partir de 1919 Paul Feltrin, industriel lyonnais, s'occupe de l'entraînement et organise une tombola qui finance l'amélioration des infrastructures de l'Aviron Grenoblois. Du départ de Feltrin en 1930 à 1932 le club est mal géré. Mais il est repris en main par Raoul Civet, avocat, qui améliore la gestion, mais meurt d'un accident d'avion en 1939. Interrompue par la guerre, l'activité reprend en 1941. Georges Rozier, ingénieur au service des Ponts-et-Chaussées entreprend la modernisation du club, mais ne parvient pas à accroître les effectifs. Le club décide alors de se doter d'un directeur sportif et choisit Robert Forney en 1955. Son arrivée entraîne l'augmentation du niveau sportif et les premiers succès. En 1959 le club remporte la coupe des provinces françaises.
En 1983, Alain Waché rejoint le club et devient entraîneur des seniors "compétition" en 1991.
Entre 1997 et 2002, l'Aviron grenoblois termine premier du classement général français et du classement féminin. En 2005 et 2006, il termine cinquième du classement masculin.
En 2007 il termine premier au nouveau classement catégorie Jeunes, second chez les hommes et de retour à la 4e place au général avec un effectif de 360 rameurs dont la moitié de loisirs.
En 2008, Le club s'impose en étant présent sur tous les podiums, preuve d'excellence, la relève est là chez les jeunes.
Le 15 décembre, Jean-Jacques Mulot inaugure l'antenne du pôle espoir en présence du maire Michel Destot, et prédit un grand avenir pour le club.
Ceci se concrétise avec les résultats de la saison 2008-2009, Grenoble est de nouveau a la première place, démontrant son savoir-faire et sa détermination.
De nombreux rameurs portent très haut les couleurs de Grenoble au niveau international.
Enfin l'apogée pour la saison 2011, où l'Aviron Grenoblois se place en première position dans les quatre classements.
Le club organise depuis 2002 l'Isère EDF Trophy, un challenge inter-entreprises sur l'Isère au niveau du pont d'Oxford.

### Classement
|                                                                  | 1993               | 1994              | 1995               | 1996               | 1997          | 1998          | 1999          | 2000          | 2001          | 2002              | 2003              | 2004               | 2005 | 2006 | 2007              | 2008               | 2009               | 2010              | 2011          | 2012              | 2013              | 2014               |
| ---------------------------------------------------------------- | ------------------ | ----------------- | ------------------ | ------------------ | ------------- | ------------- | ------------- | ------------- | ------------- | ----------------- | ----------------- | ------------------ | ---- | ---- | ----------------- | ------------------ | ------------------ | ----------------- | ------------- | ----------------- | ----------------- | ------------------ |
| Classement général                                               | Médaille de bronze | Médaille d'argent | Médaille de bronze | Médaille d'argent  | Médaille d'or | Médaille d'or | Médaille d'or | Médaille d'or | Médaille d'or | Médaille d'or     | Médaille d'argent | Médaille de bronze | 4    | 10   | 4                 | Médaille de bronze | Médaille d'or      | Médaille d'argent | Médaille d'or | Médaille d'or     | Médaille d'argent | Médaille de bronze |
| Classement masculin                                              | 23                 | 9                 | 27                 | 5                  | 15            | 10            | 5             | 9             | 12            | Médaille d'argent | 4                 | 6                  | 4    | 5    | Médaille d'argent | Médaille d'argent  | 5                  | 7                 | Médaille d'or | Médaille d'argent | 4                 | 5                  |
| Classement féminin                                               | Médaille d'or      | 4                 | Médaille d'or      | Médaille de bronze | Médaille d'or | Médaille d'or | Médaille d'or | Médaille d'or | Médaille d'or | Médaille d'or     | Médaille d'argent | 10                 | 18   | 54   | 24                | Médaille de bronze | Médaille d'or      | Médaille d'or     | Médaille d'or | Médaille d'or     | Médaille d'or     | Médaille de bronze |
| Classement Jeunes                                                |                    |                   |                    |                    |               |               |               |               |               |                   |                   |                    |      |      | Médaille d'or     | Médaille de bronze | Médaille de bronze | Médaille d'or     | Médaille d'or | Médaille d'or     | 21                | 20                 |
| Sources: Classements annuels de la Fédération française d'aviron |                    |                   |                    |                    |               |               |               |               |               |                   |                   |                    |      |      |                   |                    |                    |                   |               |                   |                   |                    |